# スーサンゲルド
スーサンゲルド（ペルシア語: سوسنگرد; Sūsangerd）はイラン南西部フーゼスターン州の市（シャフル）。ダシュテ・アーザーデガーン郡に属し、同郡郡府が置かれている。人口は2008年の推定で約39333人。
イラン・イラク戦争では、イラク軍の占領下に置かれた時期がある。イラク軍はスーサンゲルドの占領を目指したが、住民の激しい抵抗にあい3度にわたって激戦を繰り広げることになった。しかし3度目の攻撃の際にはイラク軍の包囲下に置かれた。
住民の言語は主にアラビア語で、農業を生業とするものが多い。スーサンゲルドに住む部族としてはゾベイダート、バニー・トロフ、アフロルヤルフ、サーダートなどの名が挙げられる。

## 地理
スーサンゲルドの南東にアフヴァーズ、南西にハヴィーゼ、北西にボスターンがある。